# Jean Daniel
Pour les articles homonymes, voir Daniel et Bensaïd.
Jean Daniel, nom de plume de Jean Daniel Bensaïd, né le 21 juillet 1920 à Blida en Algérie française et mort le 19 février 2020 à Paris 7e, est un écrivain et journaliste français et algérien.
Il est le fondateur (1964), directeur et éditorialiste du Nouvel Observateur.

## Biographie

### Enfance pendant l’entre-deux-guerres
Jean Daniel est né en 1920 à Blida, une petite ville de garnison proche d’Alger. Élevé dans une famille juive algérienne, il est le onzième et dernier enfant de Jules Bensaïd et Rachel Bensimon. Jules Bensaïd, qui s'était élevé socialement de la condition de modeste ouvrier à celle de négociant aisé en minoterie, préside le consistoire local, mais apparaît très tôt comme agnostique, moins attaché à son identité juive qu’à la culture méditerranéenne et à la citoyenneté française.
Élève au collège de Blida, Jean devient, dès l’âge de quinze ans, un lecteur assidu de l’hebdomadaire Vendredi, journal d’une gauche intellectuelle, indépendante et favorable au Front populaire. Passionné par la littérature, son enthousiasme pour l’œuvre d’André Gide l’amène à voir en l’URSS le paradis socialiste. Pendant deux ans, il se plonge dans le marxisme sous l’influence des livres que lui prête un ami, Vincent Perez, fils de l'employée de maison des Bensaïd. Mais en 1936, la lecture du Retour de l’U.R.S.S. d’André Gide lui fait perdre ses illusions communistes. Il se retrouve alors dans cette génération de gauche non communiste marquée par l’épisode du Front populaire et par le socialisme de Léon Blum. Inscrit en philosophie à l'université d'Alger, il y fréquente les « Amis de la revue Esprit ».

### Seconde Guerre mondiale
L’abrogation du décret Crémieux (1940), qui donnait la citoyenneté française aux juifs d'Algérie, obstrue désormais ses perspectives. Passionné par les appels du général de Gaulle, il se détourne d'une tentation vaguement sioniste pour préparer son engagement dans la France libre. Un ami, José Aboulker, l'en empêche et le conduit à fréquenter un groupe de résistants qui contribue, le 8 novembre 1942, à la libération d’Alger et à l’accueil des Américains. Incorporé dans l’armée de Giraud, il déserte aussitôt pour rejoindre à Zabrata (Tripolitaine) la division Leclerc où il sera affecté aux transports d’explosifs dans le 13e bataillon du génie. Il retrouve avec la 2e division blindée son ami Charles Guetta au Maroc, qui devait lui sauver la vie plus tard lors des événements de Bizerte en 1960. Il participe à la campagne de France jusqu’à sa démobilisation à Paris en 1945[réf. nécessaire].

### Les années d’après-guerre

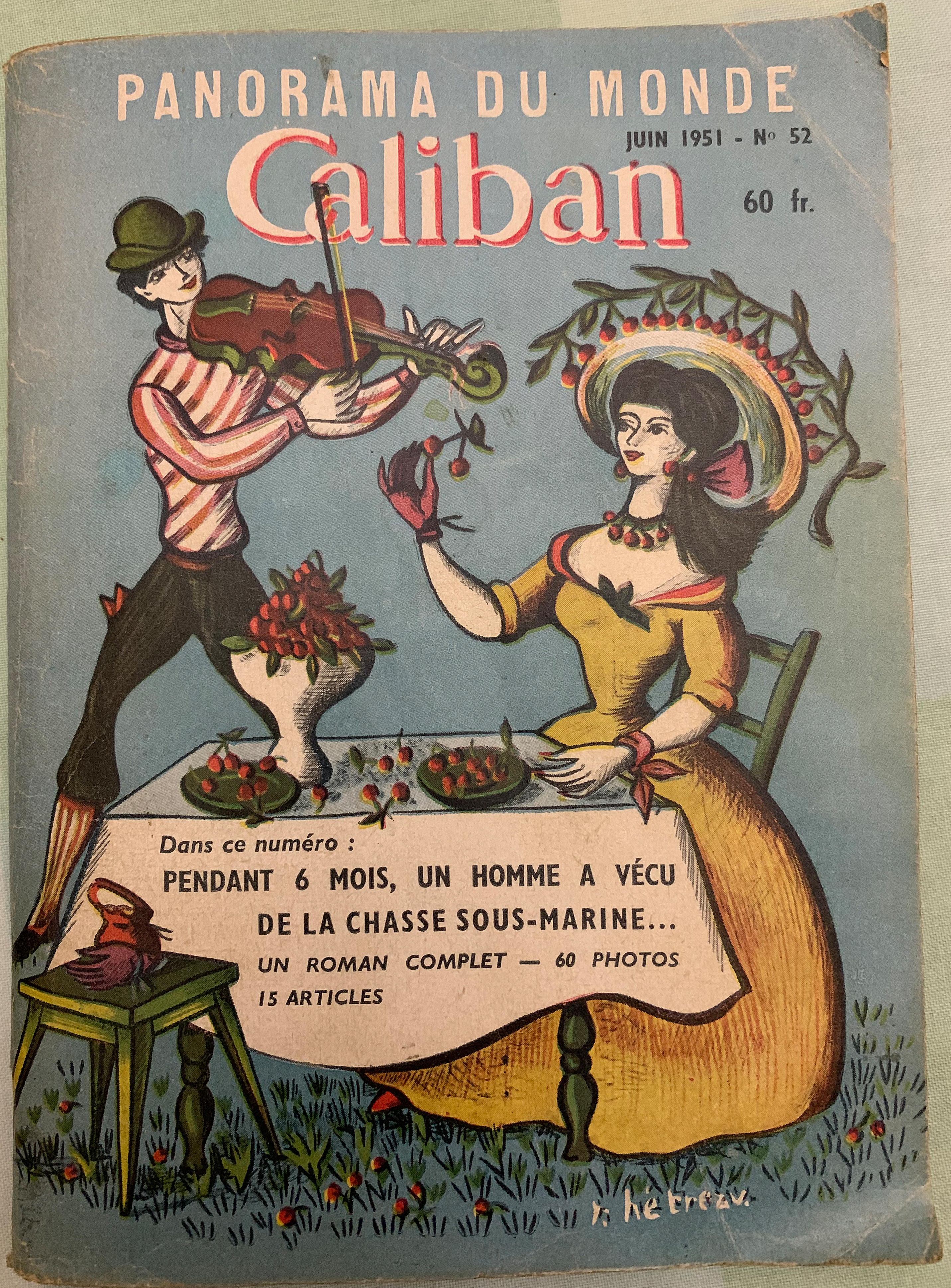
Caliban,
couverture de juin 1951.

Il s'inscrit en philosophie à la Sorbonne mais un de ses anciens professeurs de Blida le recommande alors au directeur du cabinet du président du Conseil. Durant huit mois (1946), il devient donc attaché au cabinet de Félix Gouin, un socialiste proche de Blum et dont il va, à vingt-six ans, rédiger les discours. Parallèlement, il publie quelques articles dans Combat mais, devoir de réserve oblige, sous le nom de Daniel (son deuxième prénom). Le spectacle des phénomènes de cour, la servilité et la corruption des milieux qu’il y côtoie le guérissent de toute tentation politique au point qu’il refuse un poste de sous-préfet qu’on lui propose. Comme il refusera plus tard les deux postes d'ambassadeur que François Mitterrand lui proposera[réf. nécessaire].
En février 1947, interrompant la préparation de l'agrégation, il fonde avec Daniel Bernstein la revue Caliban qui se veut « une revue de vulgarisation intellectuelle de haute tenue, à la fois explicitement marquée à gauche, indépendante financièrement et accueillante par toutes les sensibilités idéologiques. Il obtient surtout le parrainage retentissant d'Albert Camus dont il fait pour la première fois la connaissance et qui va devenir son protecteur ». S’imposant au poste de rédacteur en chef en novembre 1947, il y fait collaborer des écrivains comme André Chamson, Louis Guilloux, Étiemble, Jules Roy ou Emmanuel Roblès. Il sollicite aussi des proches comme son cousin Norbert Bensaïd, sa compagne Marie Susini, son compagnon de la faculté d’Alger Albert-Paul Lentin et le peintre Maurice Adrey. Mais c'est surtout sa rencontre avec Albert Camus qui le marque profondément[réf. souhaitée].
En décembre 1947, il publie ainsi le manifeste neutraliste que ce dernier a signé avec Jean-Paul Sartre, Claude Bourdet, Jean-Marie Domenach, Emmanuel Mounier et Maurice Merleau-Ponty en faveur de l’unité économique d’une Europe indépendante des deux blocs. Partageant l’opposition camusienne au modèle soviétique, il est alors partisan du non-alignement à la tête d’une revue située « quelque part entre le Parti communiste et la SFIO ». Mais en dehors de son influence intellectuelle, Albert Camus lui apporte un financement public grâce à son amie Jeanne Sicard, directrice du cabinet de René Pleven, et de ses liens avec le directeur des relations culturelles, Louis Joxe. Ses soutiens s’avèrent toutefois insuffisants et, en 1952, la revue cesse de paraître[réf. nécessaire].
À la recherche d’un emploi, il trouve une place d’enseignant aux cours Descartes, une école privée d’Oran dirigée par André Bénichou. Il écrit alors son premier roman, L’Erreur, que son ami Albert Camus publie dans la collection qu’il dirige chez Gallimard. Mais le journalisme lui semble le lieu idéal où conjuguer tout ce qui l'attire : la littérature, l'engagement politique et le grand reportage. En 1953, il entre donc à la Société générale de presse où il prend en charge les affaires coloniales. Il s’y lie avec K.S. Karol, Léone Georges-Picot et surtout Pierre Viansson-Ponté qui lui permet, en novembre 1954, de publier son premier article dans L'Express quelques jours après le déclenchement de la guerre d'Algérie qu'il va couvrir pour le magazine d'actualité hebdomadaire. Il est aussi le directeur de la section française de "Kol Tsiyon LaGola", radio israélienne émettant en France en langue française.

### Années de journaliste-reporter
Deux ans plus tard, il est engagé par Jean-Jacques Servan-Schreiber avec la charge de couvrir les événements d’Algérie. Il se sent idéologiquement et affectivement très proche de Pierre Mendès-France dont il soutiendra les campagnes de L'Express de la seconde moitié des années 1950.
Très vite, il se fait remarquer par ses reportages sur la guerre d'Algérie dans lesquels il dénonce notamment la torture. Favorable à la cause algérienne, il défend les négociations avec le FLN, ce qui entraîne l'éloignement d'avec Albert Camus. Inculpé à deux reprises pour atteinte à la sûreté de l’État, menacé de mort par des partisans du maintien de l'Algérie au sein de la République française, il est à l’origine, par ses articles, de presque toutes les saisies de L'Express. En juillet 1961, il est grièvement blessé au fémur lors des évènements de Bizerte qui lui valent d'être opéré neuf fois, ce qui lui donne l'occasion de lire Gobineau. Il passe de longs mois à l'hôpital, à l'issue desquels il exprime son refus de signer le Manifeste des 121 parce qu'il n'y est pas fait mention du sort des Français d'Algérie, et son approbation de la politique de Charles de Gaulle. À son retour à L'Express, la guerre d'Algérie étant terminée, il perd de son aura et ses rapports se dégradent avec Jean-Jacques Servan-Schreiber.
Mais il acquiert la stature d’un journaliste de réputation internationale en obtenant un entretien de John F. Kennedy qui le charge d'un message pour Fidel Castro. Accompagné par le photographe Marc Riboud, c’est au cours d’un déjeuner avec le chef cubain qu’il apprendra l’assassinat de John Fitzgerald Kennedy le 22 novembre 1963. Mais lors de son retour à Paris à la fin 1963, l'auréole de sa réputation ne facilite pas ses rapports avec Jean-Jacques Servan-Schreiber. De plus, il refuse de s’associer à la mise sur pied d’un journal aussi impersonnel que dépolitisé. Ainsi, alors qu’il refuse de venir à France Observateur comme le lui propose Gilles Martinet, il rompt avec L'Express durant l’hiver 1963-1964, emmenant toute l’aile gauche du journal (K.S. Karol, Serge Lafaurie, Michel Bosquet, Michel Cournot, Michèle Manceaux, Michel Vianey, Jean Cau, Jeanne Baraduc, Anne-Marie de Vilaine, Jacques-Laurent Bost, Jean Moreau).
Contacté par Hubert Beuve-Méry pour entrer au journal Le Monde, il préfère réfléchir et se limiter à lui offrir l’exclusivité de ses articles sur la crise cubaine. Retiré à Sidi Bou Saïd, il est relancé par son ami Claude Perdriel pour participer à un nouveau journal ou à la relance de France Observateur. Finalement, c'est cette option qu’il choisit et il entreprend, à partir du printemps, les négociations avec Gilles Martinet et ses amis. À la fin de l’été, elles aboutissent au principe suivant : il prendra la direction de la rédaction alors qu’Hector de Galard assurera avec Serge Lafaurie la rédaction en chef. Bientôt il deviendra un des acteurs majeurs du Nouvel observateur, journal de centre gauche dont il rédige chaque semaine l'éditorial. 
Il quitte la direction du magazine en 1985, poste repris par Franz-Olivier Giesbert, tout en restant membre du Comité de direction?
Depuis sa création en 2007, il collabore au journal Service littéraire[réf. nécessaire].
Il a été un temps [Quand ?] membre du conseil supérieur de l'Agence France-Presse (AFP), membre du conseil d'administration du Grand Louvre et membre du Comité consultatif national d'éthique[réf. nécessaire].

### Mort

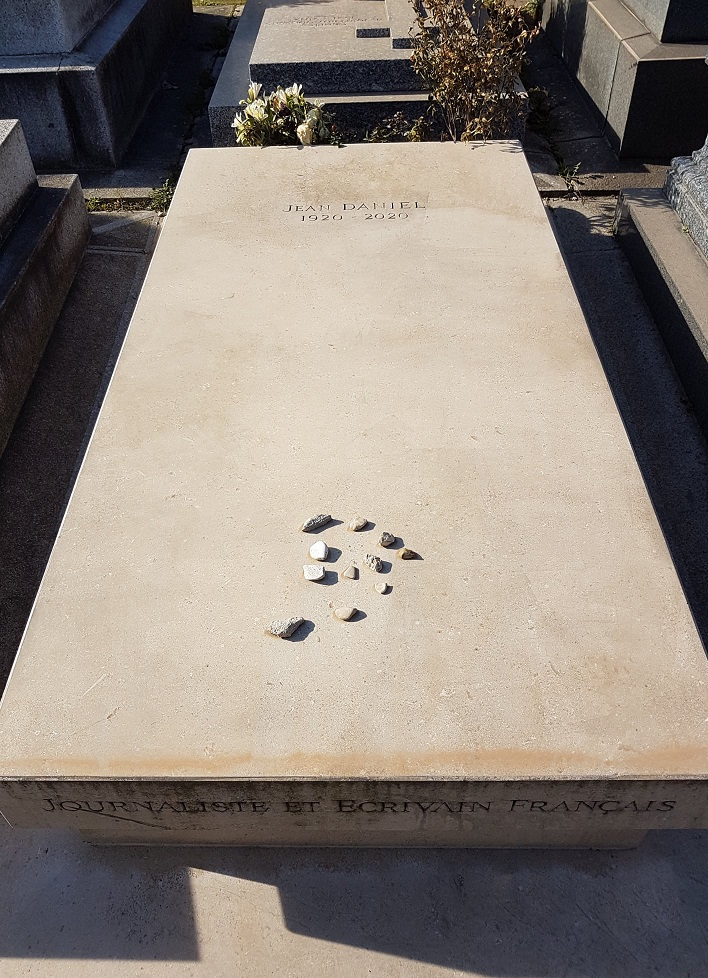
Sépulture au cimetière du Montparnasse.

Jean Daniel meurt dans la soirée du 19 février 2020 dans sa centième année. Un hommage national lui est rendu aux Invalides le 28 février à Paris, en présence du président de la République française Emmanuel Macron, de plusieurs membres du gouvernement et de nombreuses personnalités. Il est inhumé au cimetière du Montparnasse (division 9).

### Vie privée
Sa première compagne est l'écrivain corse Marie Susini.
Il épouse ensuite Michèle Bancilhon, avec qui il restera marié de 1961 jusqu’à sa mort en février 2020, avec qui il a une fille, le grand reporter Sara Daniel.
Michèle Bancilhon avait été la première femme de Claude Perdriel.

## Distinctions
- Prix Albert-Camus pour L'Ami anglais en 1994
- Docteur honoris causa de l'université d'Alger, 2004
- Prix Prince des Asturies, 2004
- Grande médaille de vermeil de la ville de Paris
- Prix Viareggio international, 2005
- Prix de la fondation Anna Lindh pour le dialogue inter-culturel dans la région euro-méditerranéenne, avec Mona Eltahawy, 2010
- Prix Ortega y Gasset, 2010, prix attribué par le quotidien espagnol El Pais
- Docteur honoris causa de l'université de Blida, 2014

## Décorations
- Grand officier de la Légion d'honneur (2012)[19] ; commandeur le 6 juin 2007, chevalier le 1 janvier 1989[20]
- Grand-croix de l'ordre national du Mérite (14 novembre 2016)[21] ; commandeur le 9 mai 1995
- Croix de guerre 1939-1945
- Commandeur de l'ordre des Arts et des Lettres
- Commandeur de l'ordre national du Mérite (Tunisie)[22]

## Œuvres
- 1952 : L'Erreur ou la Seconde Vie de Sylvain Regard
- 1973 : Le Temps qui reste, essai d'autobiographie professionnelle
- 1977 : Le Refuge et la source, carnets autobiographiques
- 1979 : L'Ère des ruptures, Paris, Grasset  (ISBN 2246007631)
- 1986 : De Gaulle et l'Algérie : la tragédie, le héros et le témoin Paris, Le Seuil
- 1988 : Les Religions d'un président : regards sur les aventures du mitterrandisme
- 1989 : Cette grande lueur à l'Est
- 1992 : La Blessure suivi de Le Temps qui vient, carnets autobiographiques, Paris, Grasset
- 1994 : L'Ami anglais, Paris, Grasset
- 1995 : Voyage au bout de la nation, Paris, Le Seuil
- 1996 : Dieu est-il fanatique ? Essai sur une religieuse incapacité de croire[23], Arléa, Voir Dieu est-il fanatique ?
- 1998 : Avec le temps : carnets 1970-1998, carnets autobiographiques, Paris, Grasset
- 2000 : Soleils d'hiver : carnets 1998-2000, carnets autobiographiques, Paris, Grasset
- 2002 : Lettres de France : après le 11 septembre (Saint-Simon)
- 2002 : Œuvres autobiographiques, Paris, Grasset Réunit Le Refuge et la source, Le Temps qui reste, La Blessure, Avec le temps, Soleils d'hiver, le tout augmenté d'un index.
- 2003 : La Guerre et la paix : Israël-Palestine : chroniques, 1956-2003, Paris, Odile Jacob
- 2003 : La Prison juive : humeurs et méditations d'un témoin, Paris, Odile Jacob
- 2004 : Cet étranger qui me ressemble, Paris, Grasset
- 2006 : Avec Camus : Comment résister à l'air du temps, Paris, Gallimard/NRF  (ISBN 2-07-078193-3)
- 2008 : Comment peut-on être Français ?, avec Fadela Amara, Forum Libération de Grenoble, sur CD audio (Frémeaux & Associés)
- 2008 : Israël, les Arabes, la Palestine : chroniques 1956-2008 (préf. Élie Barnavi et Elias Sanbar), Paris, Galaade, 2008, 859 p. (ISBN 978-2-35176-044-4)
- 2009 : Les Miens, Paris, Grasset  (ISBN 9782246746515)
- 2010 : Autour de Camus, Table ronde à l'Auditorium du Monde, avec Bernard-Henri Lévy et Michel Onfray, sur CD audio (Frémeaux & Associés)
- 2012 : Demain la nation, Paris, Le Seuil
- 2013 : Miroirs d'une vie, Paris, Gallimard
- 2016 : Mitterrand l'insaisissable, Paris, Le Seuil
- 2020 : Réconcilier la France. Une histoire vécue de la nation, Paris, L'Observatoire. Ouvrage Posthume édité par Benoît Kanabus.